# 나에게 건배
《나에게 건배》은 2015년 12월 10일부터 2016년 1월 7일까지 UMAX & O'live에서 방영된 드라마이다.

## 등장 인물

### 주요 인물
- 윤진서 : 라여주 역 (아역 : 일라이다 일마즈)
- 이재윤 : 이지혁 역
- 배누리 : 홍세림 역
- 전헌태 : 이부장 역
- 김난휘 : 조차장 역

### 출판사 직원
- 장가현
- 박미숙
- 송지유
- 신지연
- 김서정
- 오진하

### 그외 인물들
- 이서연 : 라여주의 언니 역
- 서동수 : 중식당 사장 역

### 특별출연
- 소희정
- 타케다 리나
- 조영진
- 후지이 미나
- 임성언
- 알렉스